# 兵庫県道・京都府道702号篠山京丹波線
兵庫県道・京都府道702号篠山京丹波線（ひょうごけんどう・きょうとふどう702ごう ささやまきょうたんばせん）は、兵庫県丹波篠山市から京都府船井郡京丹波町に至る一般県府道である。

## 概要
兵庫県丹波篠山市河原町から京都府船井郡京丹波町水戸町に至る。以前は篠山丹波線という名称であったが、市町村合併により変更された。

### 路線データ
- 起点：兵庫県丹波篠山市河原町（京口橋北詰交差点、兵庫県道77号篠山山南線交点）
- 終点：京都府船井郡京丹波町水戸町（京丹波水戸交差点、国道9号交点

## 路線状況

### 重複区間
- 兵庫県道305号瀬利八上上線（兵庫県丹波篠山市般若寺・丹波篠山市般若寺交差点 - 丹波篠山市泉・泉交差点）
- 国道173号（兵庫県丹波篠山市細工所・丹波細工所交差点 - 丹波篠山市中・福井交差点）

## 地理

### 通過する自治体
- 兵庫県
  - 丹波篠山市
- 京都府
  - 船井郡京丹波町

### 交差する道路
| 交差する道路                                                   | 都道府県名 | 市町村名   | 市町村名   | 交差する場所 | 交差する場所            |
| -------------------------------------------------------------- | ---------- | ---------- | ---------- | ------------ | ----------------------- |
| 兵庫県道77号篠山山南線                                         | 兵庫県     | 丹波篠山市 | 丹波篠山市 | 河原町       | 京口橋北詰交差点 / 起点 |
| 兵庫県道305号瀬利八上上線 重複区間起点                         | 兵庫県     | 丹波篠山市 | 丹波篠山市 | 般若寺       | 丹波篠山市般若寺交差点  |
| 兵庫県道304号泉八上新線 兵庫県道305号瀬利八上上線 重複区間終点 | 兵庫県     | 丹波篠山市 | 丹波篠山市 | 泉           | 泉交差点                |
| 国道173号 / 丹州街道 重複区間起点                              | 兵庫県     | 丹波篠山市 | 丹波篠山市 | 細工所       | 丹波細工所交差点        |
| 兵庫県道508号瀬利小田中線                                      | 兵庫県     | 丹波篠山市 | 丹波篠山市 | 小田中       |                         |
| 国道173号 / 丹州街道 重複区間終点                              | 兵庫県     | 丹波篠山市 | 丹波篠山市 | 中           | 福井交差点              |
| 兵庫県道303号市野々西野々線                                    | 兵庫県     | 丹波篠山市 | 丹波篠山市 | 市野々       |                         |
| 京都府道453号大河内口八田線                                    | 京都府     | 船井郡     | 京丹波町   | 口八田       | 口八田交差点            |
| 国道9号 / 山陰道                                               | 京都府     | 船井郡     | 京丹波町   | 水戸町       | 京丹波水戸交差点 / 終点 |

### 沿線
- 篠山川
- 丹波篠山市立篠山東中学校
- 本荘郵便局
- 篠山ゴルフ倶楽部
- 京丹波町立竹野小学校
- 国祥寺
- 大通寺